# Musée canadien du canot
Le musée canadien du canot est un musée dédié aux canoës à Peterborough au Canada. Le 13 mai 2024, il ouvre ses portes dans un nouveau bâtiment de 65 000 pieds carrés sur Little Lake (en), qui fait partie de la voie navigable Trent-Severn,.
Le musée abrite la plus grande collection d'embarcations à pagaies au monde, depuis les canots d'écorce fabriqués par des autochtones du Canada jusqu'au kayak utilisé lors des Jeux olympiques. L'ancien bâtiment ne pouvait exposer qu'une partie de la collection avec quelque 500 canoës languissant dans un entrepôt adjacent, recouverts de bâches pour les protéger des oiseaux qui volaient occasionnellement à travers les fenêtres brisées.